# Halsey
Ashley Nicolette Frangipane (* 29. září 1994), známá pod uměleckým jménem Halsey, je americká zpěvačka a skladatelka. Její umělecké jméno je referencí na stejnojmennou zastávku newyorského metra a zároveň anagramem jejího křestního jména.
Písně začala psát ve věku 17 let. V roce 2014 podepsala první smlouvu s vydavatelstvím Astralwerks a vydala svůj debutový extended play s názvem Room 93. Její debutové studiové album Badlands bylo vydáno v roce 2015. Druhá studiová deska Hopeless Fountain Kingdom vyšla o dva roky později.

## Život
Halsey se narodila a vyrostla v New Jersey jako Ashley Frangipane. Její matka Nicole Frangipane pracuje pro ochranku v nemocnici, její otec Chris Frangipane řídí autobazar. Ashley má po matce italsko-maďarsko-irské kořeny, naopak její otec je Afroameričan. Rodiče jí počali ještě jako náctiletí, rodina byla chudá a často se stěhovala, nakonec se usadili v Union County (New Jersey). Má dva mladší bratry; Seviana a Danteho.
Ovládá hru na housle, violoncello, violu, akustickou i akustickou kytaru. Její dospívání bylo komplikované. Ve věku mezi 16 a 17 lety jí byla diagnostikována bipolární porucha (později zjištěná i u její matky), která se projevuje střídáním manických a depresivních fází a ovlivňuje tak i její tvorbu. Její tehdejší přítel byl závislý na heroinu. V 17 letech se pokusila i o sebevraždu předávkováním léky.
Halsey se dostala na uměleckou vysokou školu Rhode Island School of Design, ale finanční situace jí delší studium nedovolila. Místo toho vystudovala dvouletou státní vysokou školu v oboru tvůrčí psaní. Na čas tak skončila bez peněz a žila potulně, než se vrátila ke své babičce. Hudba se stala jejím novým způsobem obživy. Pod různými přezdívkami vystupovala na mnoha místech. Jméno Halsey si vybrala, neboť se jedná o anagram jejího jména Ashley a také o místo, kde jako teenager často trávila volný čas se svým přítelem.
Halsey dlouhodobě bojovala s endometriózou, prošla si spontánním potratem v roce 2015 těsně před živým vystoupením v Chicagu pro VEVO Lift. Později následovaly další. Po této události se začala intenzivně léčit a prošla i dvěma operacemi. V lednu 2021 oznámila, že s přítelem Alevem Aydinem čekají dítě. 14. července 2021 přivedla na svět syna jménem Ender Ridley Aydin. Její zdraví po porodu bylo však nadále kolísavé. V červnu 2024 oznámila, že jí byl diagnostikován lupus a vzácné onemocnění bílých krvinek.
Sama Halsey se v roce 2015 identifikovala jako „tri-bi“: míšenka (ang. biracial), bisexuální a bipolární, od toho označení se ale později distancovala a nemá ho ráda.
V roce 2023 navázala vztah s kanadským hercem Avanem Jogiou. V září 2024 na sociální síti X oznámili svoje zasnoubení.

## Kariéra
Halsey zveřejňovala pod svým jménem covery známých písní na YouTube. V roce 2012 na síti Tumblr zveřejnila parodii písně „I Knew You Were Trouble“ od zpěvačky Taylor Swift, kterou pojmenovala „The Haylor Song“, kvůli vztahu Taylor Swift s členem kapely One Direction Harrym Stylesem.
Na párty, kterou navštívila v New Yorku se potkala s členem kapely Action Item Anthony Lim, který její cover znal a navrhl jí zkusit nahrát vlastní píseň ve studiu jeho známého. V roce 2014 tak nahrála píseň „Ghost“, kterou zveřejnila na internetové stránce SoundCloud. Ta se stala populární i díky její velké fanouškovské základně na blogové síti Tumblr, kde byla Halsey pod účtem se7enteenblack. Píseň se dostala přes noc na vrchol alternativních hitparád a Halsey přicházely nabídky velkých vydavatelství na rozhovory o možné spolupráci. Píseň přilákala i pozornost nahrávací společnosti Astralwerks, se kterou Halsey následně podepsala smlouvu. Dne 27. října 2014 pak vydala debutový extended play s názvem Room 93, který obsahoval pět písní. V roce 2014 předskakovala skupině The Kooks.
Její debutové album Badlands bylo vydáno 28. srpna 2015. Produkoval ho její tehdejší přítel producent Lido (vlastním jménem Peder Losnegard). V rozhovoru zpěvačka uvedla, že se jedná o „naštvané feministické album“, později však uvedla, že byla nesprávně citována, přičemž správné označení mělo být „naštvané ženské album“. V české recenzi webu iReport na tento počin získala zpěvačka 6 bodů ze 7 a dílo bylo označeno za velmi nadějné, ačkoli prý Halsey nepřichází s něčím, s čím by již nepřišly její kolegyně.
Spolupracovala s americkou skupinou The Chainsmokers na písni „Closer“, která byla vydána 29. července 2016 . Píseň se dostala na vrchol žebříčku Billboard Hot 100, kde se udržela nepřetržitě dvanáct týdnů.
V březnu 2017 zpěvačka oznámila přes svůj Twitter účet, že její druhé studiové album Hopeless Fountain Kingdom vyjde 2. června 2017. Album odráželo její rozchod s přítelem a producentem jejího debutového alba Lido. Úvodní píseň alba „Now or Never“ byla vydána 4. dubna 2017. Součástí tohoto alba je i píseň „Strangers“, kterou Halsey nazpívala spolu se zpěvačkou Lauren Jauregui, členkou skupiny Fifth Harmony. Její druhé album se v červnu 2017 dostalo na vrchol žebříčku Billboard 200 a ve 32 zemích světa bylo na vrcholu žebříčku iTunes. V roce 2017 vydali spolu s rapperem G-Eazym singl „Him & I“ referující k jejich milostnému vztahu, který následujícího roku skončil.
10. listopadu 2020 vydala svou první sbírku poezie I Would Leave Me If I Could. Ve stejném roce vyšlo její další album Manic. Na něm se objevil i její úspěšný singl „Without Me“, ve kterém referovala k neúspěšnému vztahu s rapperem G-Eazym. Singl se dostal až na první příčku hitparády v USA a v hitparádách se udržel celý rok.
V roce 2021 vydala čtvrté album If I Can’t Have Love, I Want Power. Během práce na albu byla těhotná a syna porodila krátce poté, co album vyšlo. Album reflektuje strasti i radosti těhotenství a jeho přebal oslavuje změnu těla během těhotenství a období po porodu. Hudební videoklipy k albu se natáčely z velké části v České republice během lockdownu způsobeném pandemii covidu.
V roce 2022 vydala singl „So Good“ reflektující její vztah s přítelem Alevem Aydinem.

## Diskografie
- Badlands (2015)
- Hopeless Fountain Kingdom (2017)
- Manic (2020)
- If I Can't Have Love, I Want Power (2021)
- The Great Impersonator (2024)

## Ocenění
| Rok  | Ocenění                  | Kategorie                      | Příjemce                            | Výsledek  |
| ---- | ------------------------ | ------------------------------ | ----------------------------------- | --------- |
| 2015 | MTV Europe Music Awards  | Artist on the Rise             | Ona sama                            | nominace  |
| 2016 | People's Choice Awards   | Favorite Breakout Artist       | Ona sama                            | nominace  |
| 2016 | NME Awards               | Best New Artist                | Ona sama                            | nominace  |
| 2016 | Billboard Women in Music | Rising Star                    | Ona sama                            | vítězství |
| 2017 | Grammy Awards            | Best Pop Duo/Group Performance | "Closer"                            | nominace  |
| 2017 | Grammy Awards            | Album of the Year              | Purpose (přispívající umělec)       | nominace  |
| 2017 | iHeartRadio Music Awards | Song of the Year               | "Closer" (spolu s The Chainsmokers) | nominace  |
| 2017 | iHeartRadio Music Awards | Dance Song of the Year         | "Closer" (spolu s The Chainsmokers) | vítězství |
| 2017 | iHeartRadio Music Awards | Best Lyrics                    | "Closer" (spolu s The Chainsmokers) | nominace  |
| 2017 | iHeartRadio Music Awards | Best Collaboration             | "Closer" (spolu s The Chainsmokers) | nominace  |
| 2017 | Billboard Music Awards   | Top Hot 100 Song               | "Closer" (spolu s The Chainsmokers) | vítězství |
| 2017 | Billboard Music Awards   | Top Selling Song               | "Closer" (spolu s The Chainsmokers) | nominace  |
| 2017 | Billboard Music Awards   | Top Radio Song                 | "Closer" (spolu s The Chainsmokers) | nominace  |
| 2017 | Billboard Music Awards   | Top Streaming Song (Audio)     | "Closer" (spolu s The Chainsmokers) | nominace  |
| 2017 | Billboard Music Awards   | Top Streaming Song (Video)     | "Closer" (spolu s The Chainsmokers) | nominace  |
| 2017 | Billboard Music Awards   | Top Collaboration              | "Closer" (spolu s The Chainsmokers) | vítězství |
| 2017 | Billboard Music Awards   | Top Dance/Electronic Song      | "Closer" (spolu s The Chainsmokers) | vítězství |